# الدین (روستا)، نیویورک
الدین (روستا)، نیو یورک (به انگلیسی: Alden (village), New York) یک منطقهٔ مسکونی در ایالات متحده آمریکا است که در ایالت نیویورک واقع شده‌است.

## خصوصیات
الدین ۷٫۰ کیلومترمربع مساحت و ۲٬۶۰۵ نفر جمعیت دارد و ۲۶۳ متر بالاتر از سطح دریا واقع شده‌است.